# Steinersche Fläche

Römische Fläche

Steinersche Flächen sind in der Projektiven Geometrie spezielle Flächen, auf denen Scharen von Kegelschnitten liegen. Sie sind nach Jakob Steiner (1796–1863) benannt, der sie 1838 bei seinem Aufenthalt in Rom fand. Spezielle Steinerflächen werden deshalb auch Römer- oder Römische Flächen genannt. Die Steinerschen Flächen sind von Ernst Eduard Kummer und Karl Weierstraß weiter untersucht worden.
Eine Steinerfläche ist eine durch quadratische Polynome {\displaystyle \,p_{i}=Au^{2}+Buv+Cv^{2}+Du+Ev+F} {\displaystyle (i=0,1,2,3)} in zwei Variablen {\displaystyle u,v} gegebene Fläche im dreidimensionalen Raum:
{\displaystyle \,(x,y,z)=\left({\frac {p_{1}}{p_{0}}},{\frac {p_{2}}{p_{0}}},{\frac {p_{3}}{p_{0}}}\right)}
In affinen Koordinaten ist sie durch eine Gleichung höchstens vierten Grades gegeben.
Dahinter steckt folgende Konstruktion: Man bettet die reelle projektive Ebene, gegeben durch homogene Koordinaten {\displaystyle \,(u_{0},u_{1},u_{2})}, in den projektiven 5-dimensionalen Raum ein, mit homogenen Koordinaten (Veronese-Fläche):
{\displaystyle (u_{0}^{2},u_{1}^{2},u_{2}^{2},u_{1}u_{2},u_{0}u_{2},u_{0}u_{1})}
Dann projiziert man durch Multiplikation mit einer 6 × 4-Matrix auf den vierdimensionalen Raum, was vier Linearkombinationen der oben angegebenen sechs homogenen Koordinaten ergibt: {\displaystyle \,(p_{0},p_{1},p_{2},p_{3})}. Als homogene Koordinaten des dreidimensionalen projektiven Raums aufgefasst (bei diesem Übergang entstehen Singularitäten der Fläche) ergibt sich die oben angegebene Darstellung der Steinerfläche.

## Beispiele
Die Römische Fläche von Steiner ist durch
{\displaystyle (p_{0},p_{1},p_{2},p_{3})=(u_{0}^{2}+u_{1}^{2}+u_{2}^{2},u_{1}u_{2},u_{0}u_{2},u_{0}u_{1})}
gegeben. Die Darstellung ist homogen in den {\displaystyle u_{i}}, so dass sich leicht weitere Parametrisierungen ergeben, wenn man mit einem gemeinsamen Faktor multipliziert (siehe unten). Sie hat drei Doppel-Linien, sechs Verzweigungspunkte und einen Dreifachpunkt. Die drei Doppellinien, an denen sich die Fläche selbst durchdringt, treffen sich im Dreifachpunkt. Die Fläche ist nicht orientierbar (das heißt einseitig wie das Möbiusband), genauso wie die projektive Ebene, deren Einbettung in den dreidimensionalen Raum sie gemäß obiger Konstruktion darstellt. In affinen Koordinaten hat sie die Gleichung:
{\displaystyle \,x^{2}y^{2}+x^{2}z^{2}+y^{2}z^{2}-xyz=0}
Weitere Parametrisierungen der Gleichung sind gegeben durch:
{\displaystyle x={\frac {s}{1+s^{2}+t^{3}}}}
{\displaystyle y={\frac {s\cdot t}{1+s^{2}+t^{3}}}}
{\displaystyle z={\frac {t}{1+s^{2}+t^{3}}},}
was sich durch Ausnutzung der Homogenität der Darstellung in der Form {\displaystyle \left({\frac {p_{1}}{p_{0}}},{\frac {p_{2}}{p_{0}}},{\frac {p_{3}}{p_{0}}}\right)} ergibt, und
{\displaystyle x=\cos(u)\cdot \sin(u)\cdot \cos(v)^{2}}
{\displaystyle y=\sin(u)\cdot \cos(v)\cdot \sin(v)}
{\displaystyle z=\cos(u)\cdot \cos(v)\cdot \sin(v).}
Sie ergibt sich aus der Parametrisierung der Einheitssphäre
{\displaystyle (x,y,z)=(\cos(u)\cos(v),\sin(u)\cos(v),\sin(v))}
und der Abbildung {\displaystyle (x,y,z)\mapsto (xy,yz,xz)=(\cos(u)\sin(u){\cos(v)}^{2},\sin(u)\cos(v)\sin(v),\cos(u)\cos(v)\sin(v)).}
Die Kreuzhaube ist gegeben durch:
{\displaystyle (p_{0},p_{1},p_{2},p_{3})=(u_{0}^{2}+u_{1}^{2}+u_{2}^{2},u_{1}u_{2},2u_{0}u_{1},u_{0}^{2}-u_{1}^{2})}
In affinen Koordinaten:
{\displaystyle \,4x^{2}(x^{2}+y^{2}+z^{2}+z)+y^{2}(y^{2}+z^{2}-1)=0}
Coffman, Schwartz und Stanton klassifizierten die möglichen Steinerflächen in 10 Typen.